# رويلوبا
بلدية رويلوبا (بالإسبانية: Ruiloba)‏، هي إحدى بلديات منطقة كانتابريا, المصنفة على أنها مقاطعة أيضاً، في شمال إسبانيا.
يبلغ عدد سكانها 729 نسمة وفقاً لإحصائية سنة (2002).